# Petroesfera

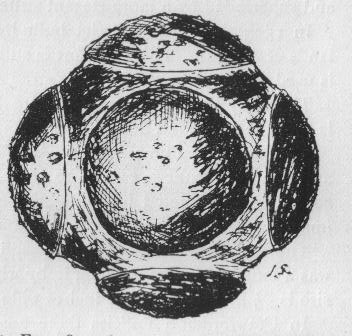
Esta bola de piedra tallada (petroesfera) fue encontrada en la granja Jock's Thorn en Kilmaurs, Escocia.

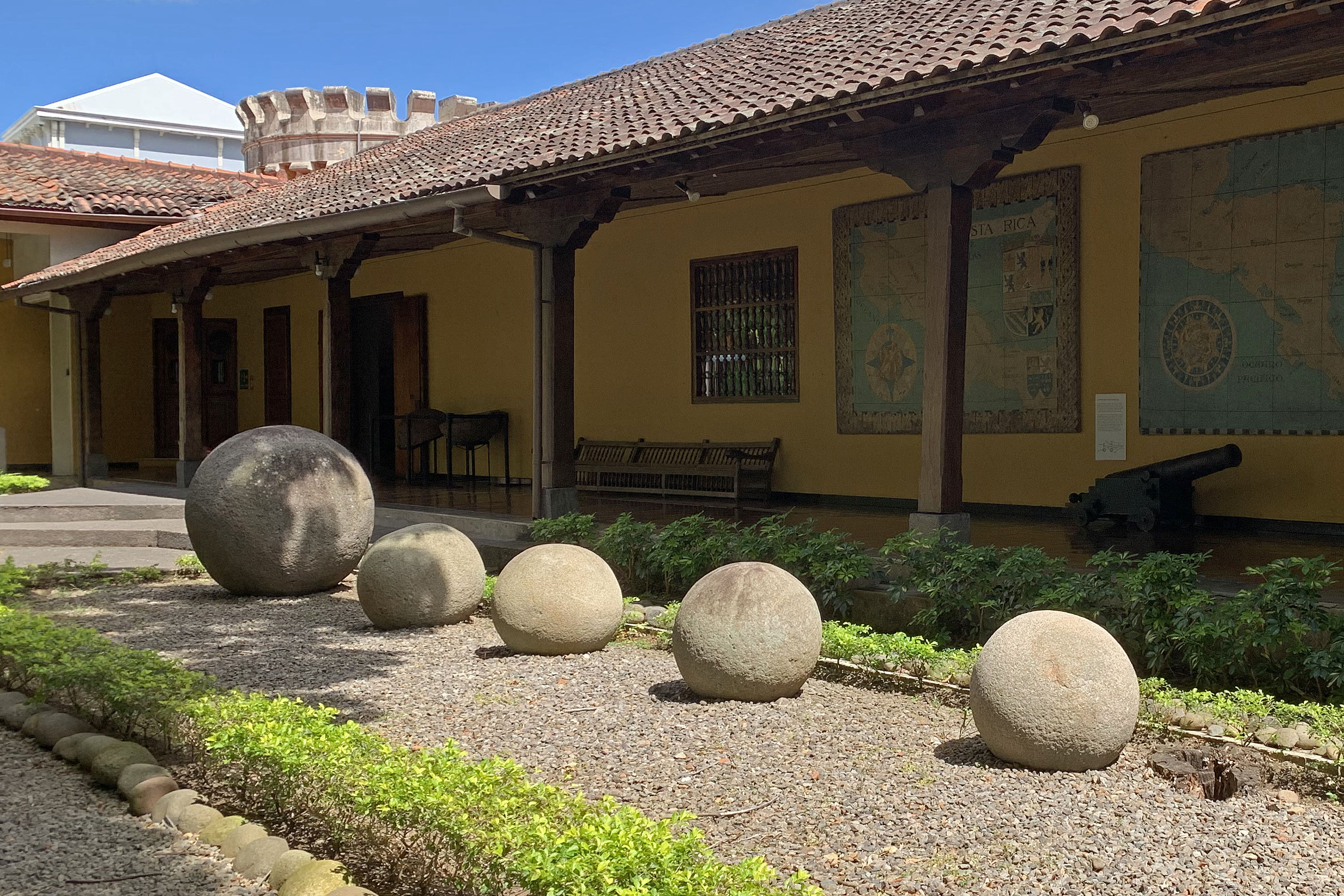
Esferas de piedra de Costa Rica exhibidas en el Museo Nacional de Costa Rica.

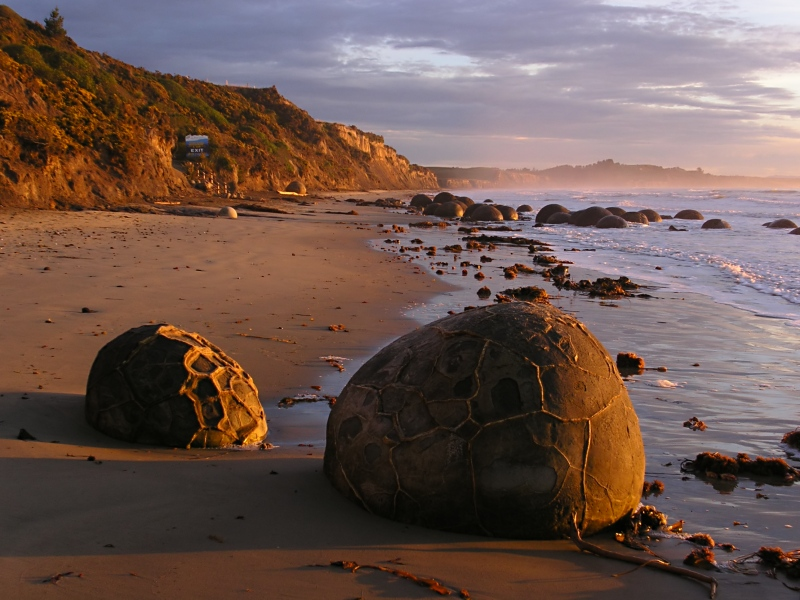
Bloques de Moeraki (Nueva Zelanda). No pueden ser consideradas como petroesferas por ser de origen completamente natural.

En arqueología, una petroesfera (del griego petros, que significa 'piedra', y sphaira, que significa 'bola' o 'esfera') es el nombre de cualquier objeto artificial o no natural  esférico de cualquier tamaño fabricado en  piedra. Estos artefactos, principalmente prehistóricos, pueden haber sido creados y/o seleccionados, pero alterados de alguna manera, incluyendo el tallado y el pintado, para llevar a cabo una función específica.
Existen varias clases de petroesferas, como las esferas de piedra de Costa Rica; guijarros pintados de Escocia; amuletos de piedra de Escocia; bolas de piedra arenisca de sitios como Traprain Law; las bolas de piedra tallada, que son principalmente de Escocia, a pesar de que también se han encontrado en Cumbria e Irlanda, y piedras talladas para munición de cañones y catapultas.
Existen bolas de piedra formadas naturalmente, como concreciones Cannonball y megaesferulitas, que han sido, a veces, mal identificadas como petroesferas. Por ejemplo, los arqueólogos marginales y los defensores de los visitantes extraterrestres prehistóricos han afirmado en repetidas ocasiones que las bolas de piedra, que varían en diámetro de 0,61 a 3,35 m, que se encuentran alrededor de Cerro Piedras Bola en la sierra de Ameca, entre Ahualulco de Mercado y Ameca, Jalisco (México), son petroesferas. Sin embargo, estas bolas de piedra natural son megaesferulitas que han sido liberadas por la erosión de una toba de flujo de ceniza de 20 a 30 millones años de antigüedad, donde, en un principio, se encontraban atrapadas desde su formación. Los defensores de estas bolas de piedra como verdaderas petroesferas basan sus argumentos en las falsas afirmaciones de que todas estas esferas son perfectamente redondas, que están compuestas de granito y que los procesos naturales no pueden producir bolas de piedra. Del mismo modo, las concreciones Cannonball, es decir, las que se encuentran a lo largo del río Cannonball en Dakota del Norte y las de cerca de Moeraki, Isla Sur (Nueva Zelanda), también se han identificado erróneamente como petroesferas. 